# مارشال منش
- مورد فهرست گلوله‌ای

مارشال منش (به انگلیسی: Marshall Manesh) (متولد ۲۵ مرداد ۱۳۲۹ در شهر مشهد) بازیگر آمریکایی ایرانی تبار است.
پدر و مادر او ایرانی بودند. او در دههٔ ۷۰ میلادی به ایالات متحده آمریکا سفر کرد.

## فعالیت حرفه‌ای
اولین بازی او در فیلم «محاکمه سینما رکس آبادان» ساخته پرویز صیاد، در نقش یک فرمانده انتظامی رژیم پهلوی بود که در پایان فیلم اعدام شد.
همچنین مارشال منش در موزیک ویدئویی از مدونا به نام Hung Up نقش چند ثانیه ای یک راننده تاکسی را بازی کرده است.

## فیلمشناسی

### سینمایی
فیلم‌هایی سینمایی‌ای که او در آن‌ها به ایفای نقش پرداخته‌است عبارت‌اند از:
- دروغ‌های حقیقی
- لبوسکی بزرگ
- ماجرای پوسایدون
- دزدان دریایی کارائیب: پایان جهان در نقش سری سومباجی، یکی از خدایان دزدان دریایی
- جیمی وست‌وود: قهرمان آمریکایی (۲۰۱۶)
- ستاره بازی

### تلویزیونی
او در سریال‌هایی به ایفای نقش پرداخته‌است عبارت‌اند از:
- ویل و گریس(Will & Grace)
- همراهان(Entourage)
- گروه دست دوم(Scrubs)
- آشنایی با مادر(How I Met Your Mother) در نقش یک رانندهٔ تاکسی بنگلادشی به نام رانجیت
- قانون و نظم: واحد قربانیان ویژه(Law & Order: Special Victims Unit)
- فرار از زندان(Prison Break)

او حتی در دقیقه ۱۵ قسمت ۱۷ از فصل ۳ و نیز دقیقه ۸ قسمت ۱۵ از فصل ۵ سریال آشنایی با مادر به زبان فارسی دیالوگ گفت. همچنین در دقیقه ۱۰ قسمت ۱۲ از فصل هشت این سریال به زبان فارسی آواز خواند.